# 寂光寺 (大阪市)

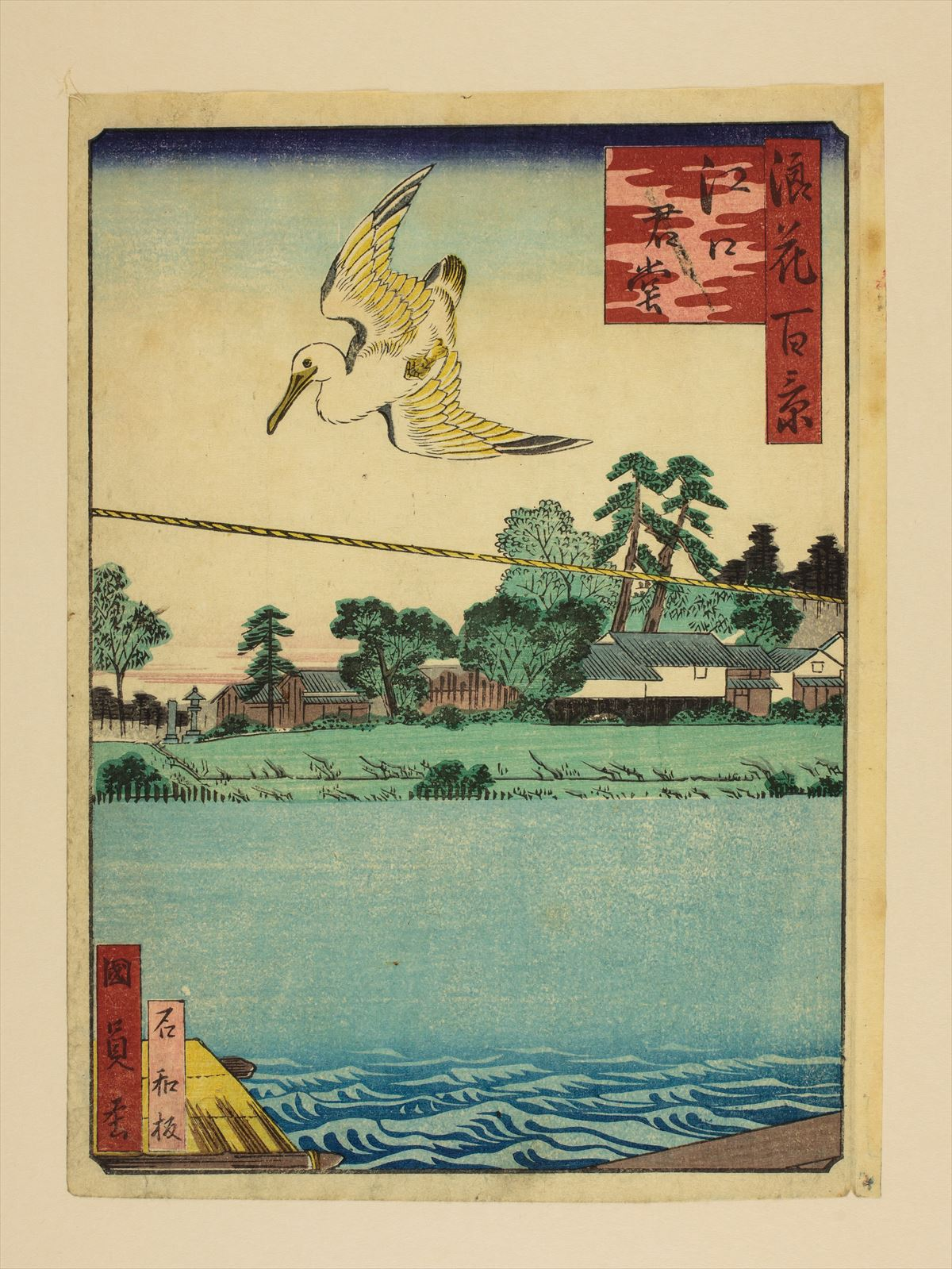
江口君堂（浪花百景）

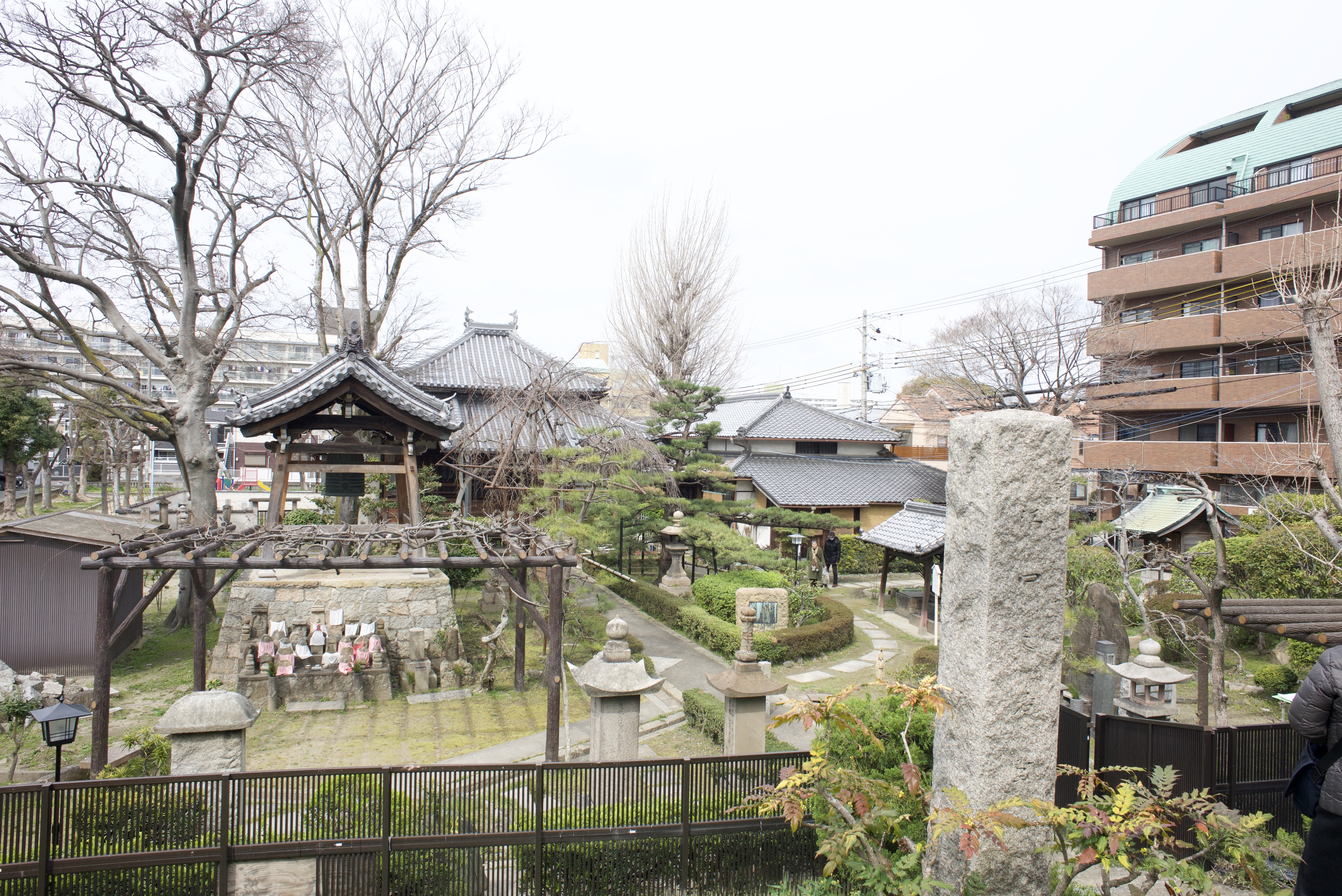
寂光寺（江口の君堂）

寂光寺（じゃっこうじ）は、大阪市東淀川区南江口にある日蓮宗の寺院（尼寺）。山号は寶林山。本尊は十界大曼荼羅。正式名称は宝林山普賢院寂光寺であるが、別名は江口君堂（えぐちのきみどう）といい、江口の君（妙女）と西行法師の歌問答が知られている。旧本山は、谷町妙経寺。生師法縁。

## 歴史

### 創建から再建

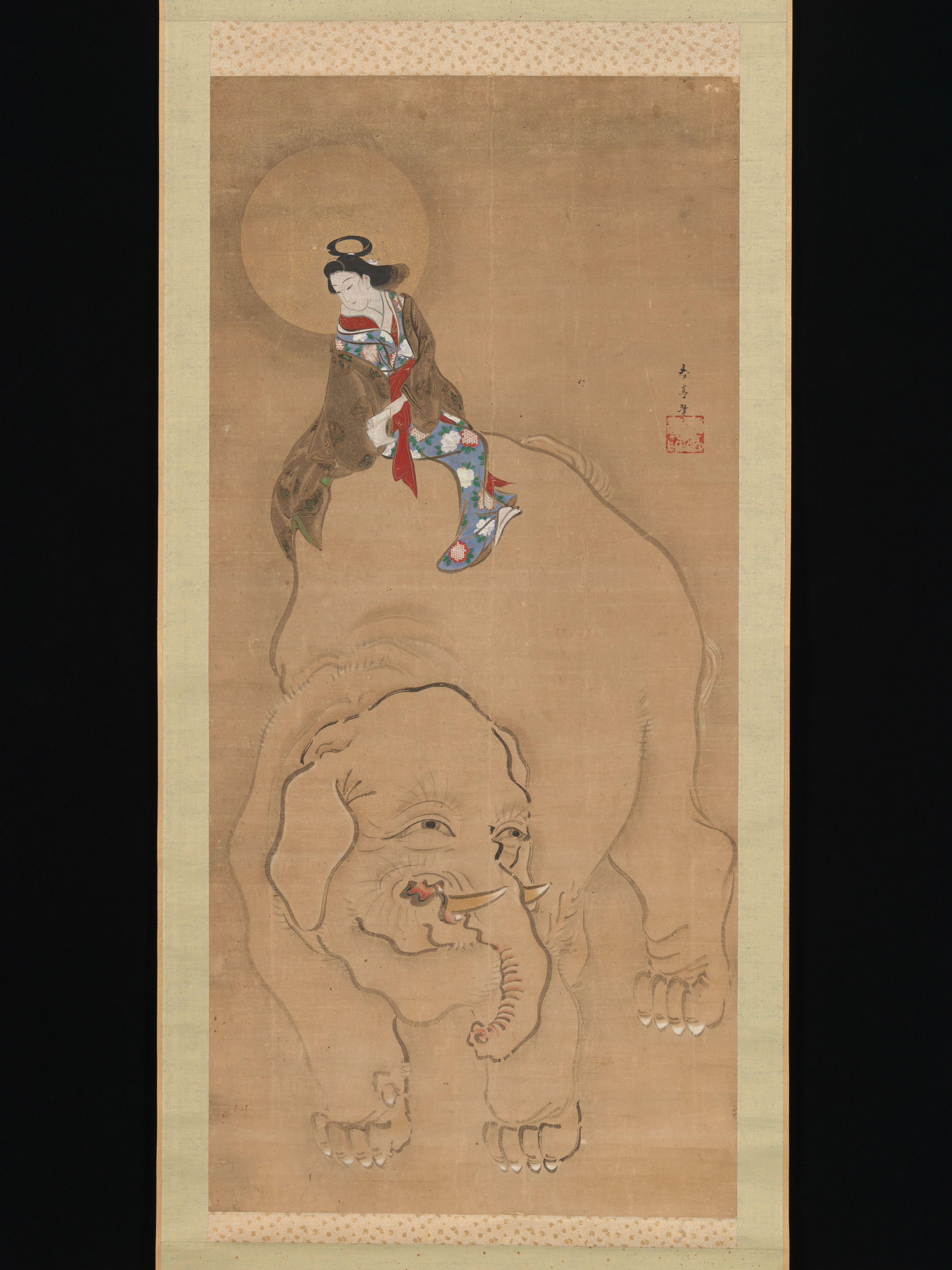
勝川春亭画「江口の君」。遊女の姿を借りた普賢菩薩。普賢菩薩の乗り物としてよく描かれる白象の背に乗っている

元久2年（1205年）に平資盛の娘ともいわれ、元遊女の江口の君とされる妙前光相比丘尼によって創建されたという。
この江口の地は、平安時代から鎌倉時代初期にかけて京都との水運の要衝に当たる関係上、大いに賑わい、また多くの遊女がおり、当時の有名な公卿等も訪れた記録が残っている。そういった場所にあり、また創建のいきさつから当寺は江口君堂とも呼ばれている。
元弘の乱、延元の乱で焼失している。
赤松丹波守が重態の折、焼け残った当寺の普賢菩薩像に手を合わせると奇跡的に治癒したということで信者が多くなったという。
正徳年間（1711年 - 1716年）に普門比尼によって再建されると、それまでは天台宗であったが、日蓮宗に改宗された。

### 西行と歌問答
光相は江口の君と呼ばれた遊女で、西行と歌問答したとされている。「江口の君」という言葉は平安時代から鎌倉時代にかけて摂津国江口に集まっていた遊女の総称だったが、謡曲「江口」ができて以降、西行法師と歌問答をしたとされる遊女の妙（たえ）のことを指すようになった。また、妙は平家没落後に遊女に身を落とした平資盛の娘ともいわれている。歌問答とは『新古今和歌集』にある西行の「世の中を厭ふまでこそ難からめ かりのやどりを惜しむ君かな」と遊女妙の「世を厭ふ人とし聞けば かりの宿に心とむなと思ふばかりぞ」のことで、これは仁安2年（1167年）に西行が旅の途中、江口の里で雨宿りを頼んだが断られ、「出家に比べたら宿を貸すなどたやすいことなのにそれすら惜しむのか」と詠んだところ、妙から「出家者と思えばこそ、このような宿に心を留めてはいけないと思ったのだ」と返された、というものである。謡曲「江口」では、ある僧が江口の里に差し掛かると江口の君の霊が現われ、妙の返歌の真意を告げ、世の無常と執着の罪を説いて静かに舞ったのち、普賢菩薩に姿を変えて天上に消えていくという内容となっている。なお、妙はこの後、仏門に帰依し妙前光相比丘尼となったという。

## 境内
- 本堂 - 正徳年間（1711年 - 1716年）再建。
- 庫裏
- 君塚
- 西行塚
- 鐘楼

## 文化財
- 西行・妙の供養塚[10]
- 西行・妙の歌碑[11]
- 撰集抄内の「江口遊女尼事」のエピソード[12]
- 江口の鐘[10]
- 江口の君妙女の木像[13]
- 狩野元信筆の妙女の図像[13]

## 所在地
- 大阪府大阪市東淀川区南江口3丁目13-23

## アクセス
- 大阪メトロ今里筋線 瑞光四丁目駅より東へ徒歩約13分
- 大阪シティバス江口君堂前停留所下車

## 参考資料
- 『大阪の歴史と風土』 （毎日放送文化双書1）
- 『伝説と稗史（3）』（新和出版社）
- 『大阪史蹟辞典』 （清文堂出版）
- 『大阪府の地名I』 （平凡社）
- 『難波大阪』 （講談社）